# کوسکوو

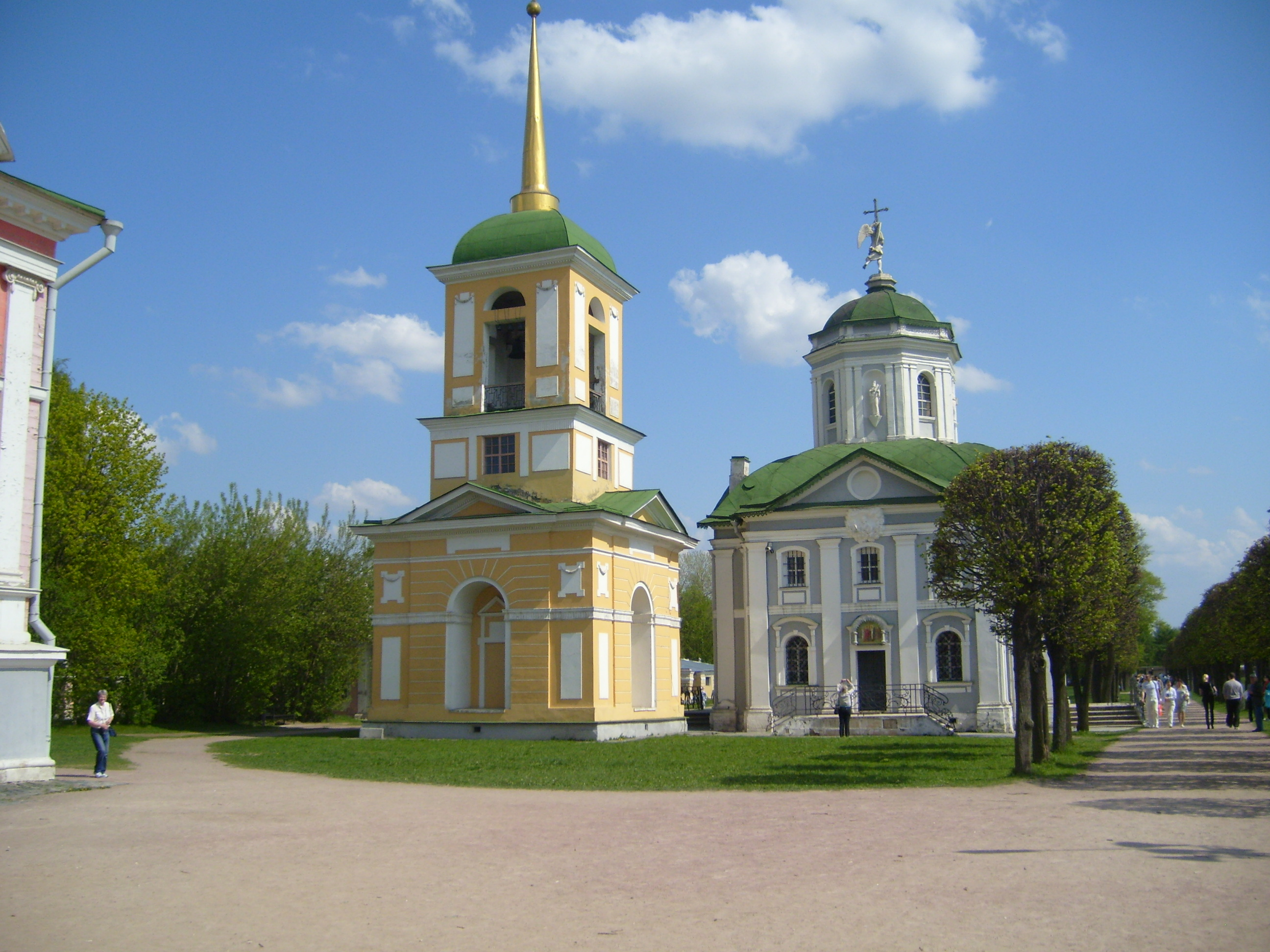
کلیسای کوشکوو و برج ناقوس

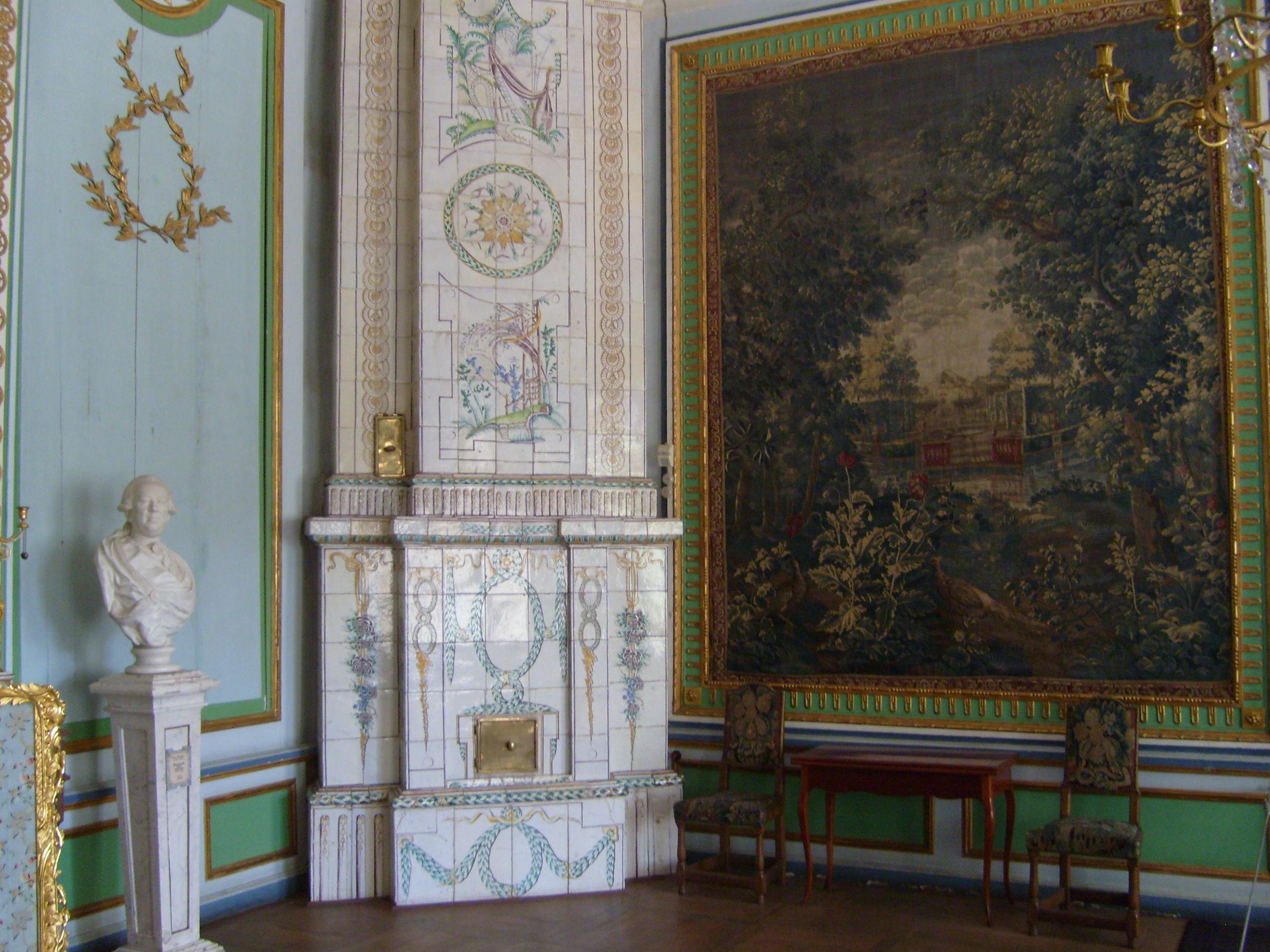
اتاق ملیله کاری کاخ کوشکوو

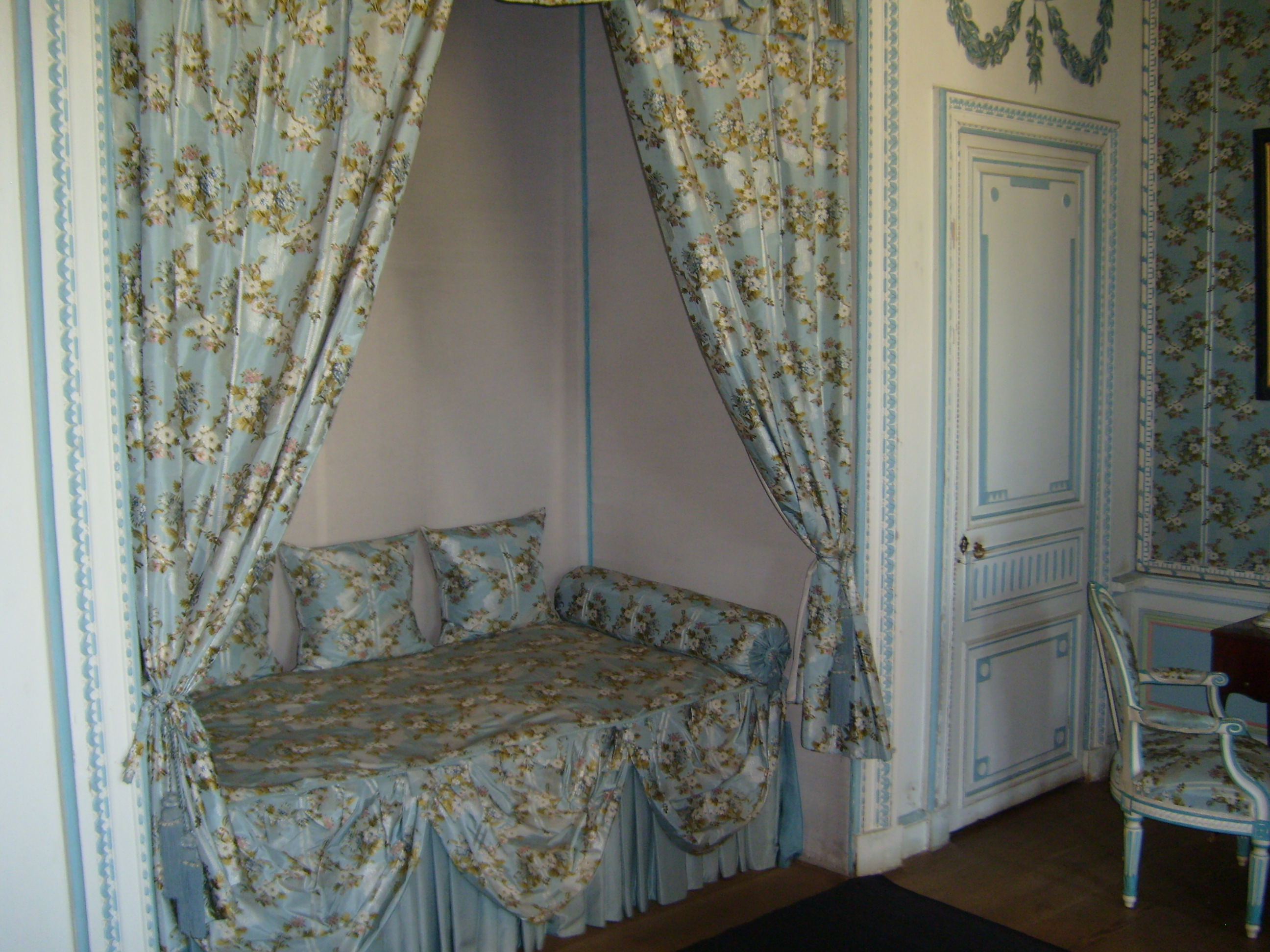
اتاق خواب روزمره کاخ کوشکوو

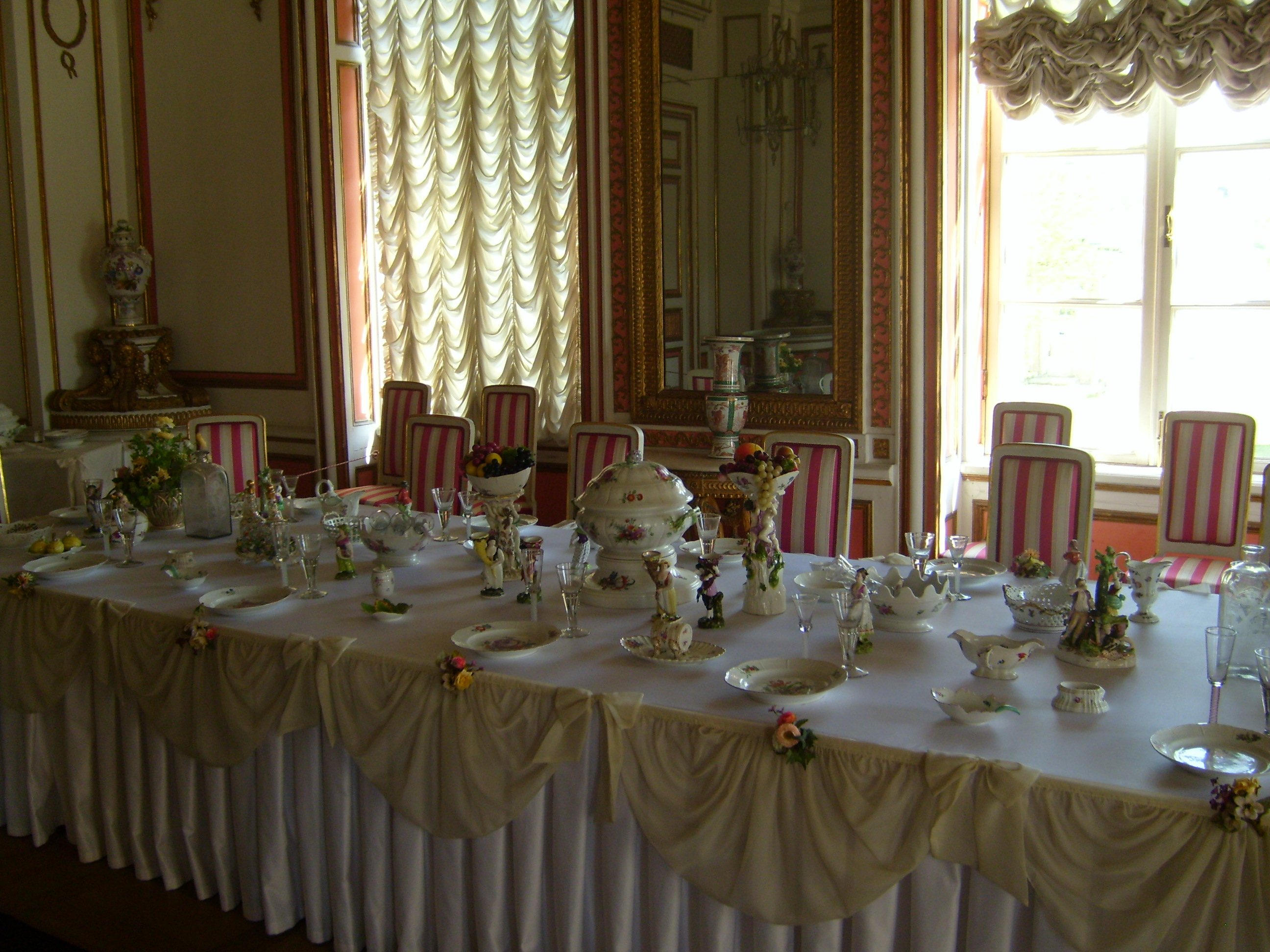
اتاق غذاخوری کاخ کوشکوو

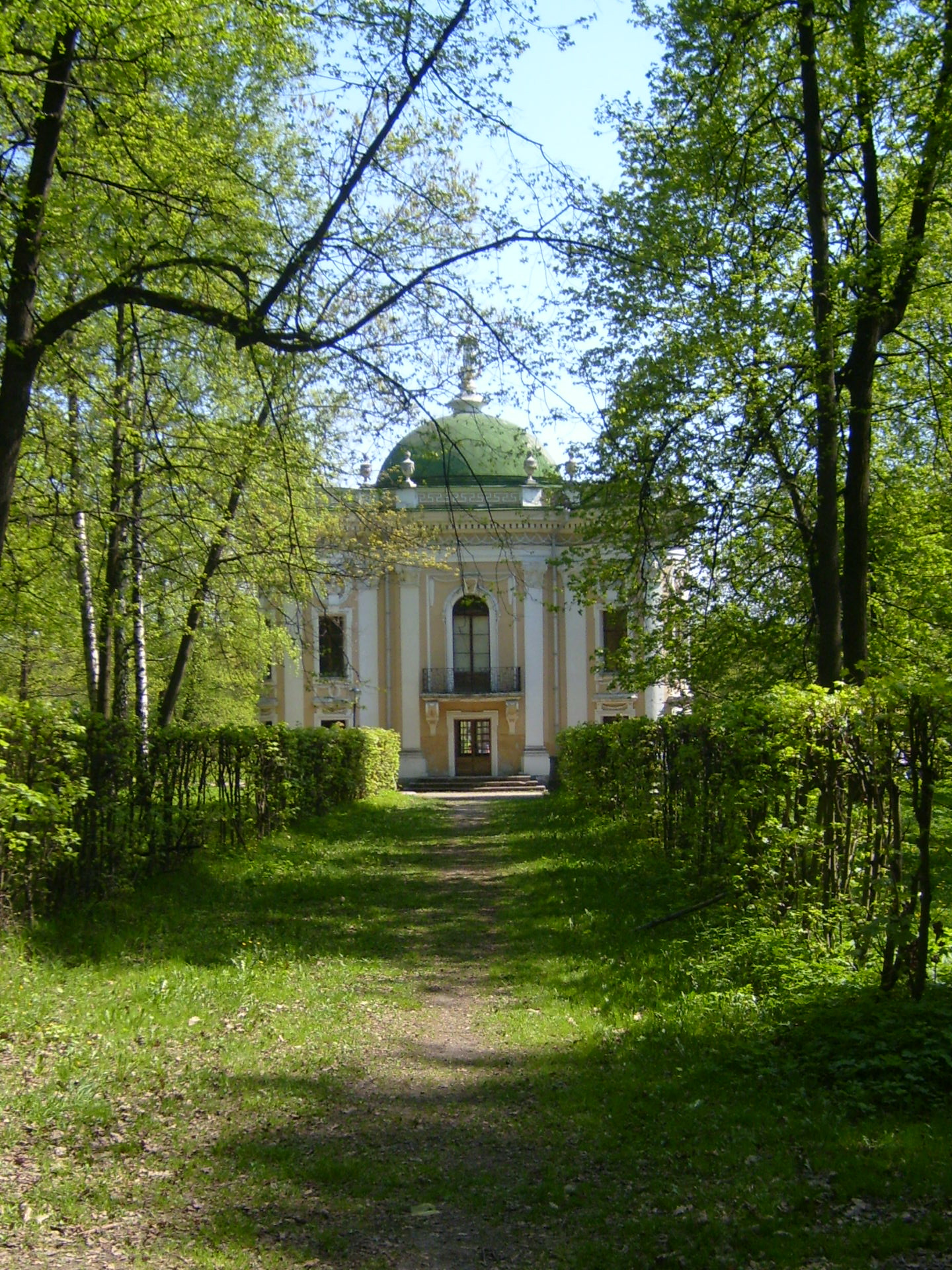
هرمیتاژ در باغ چشم‌انداز انگلیسی کوسکوو

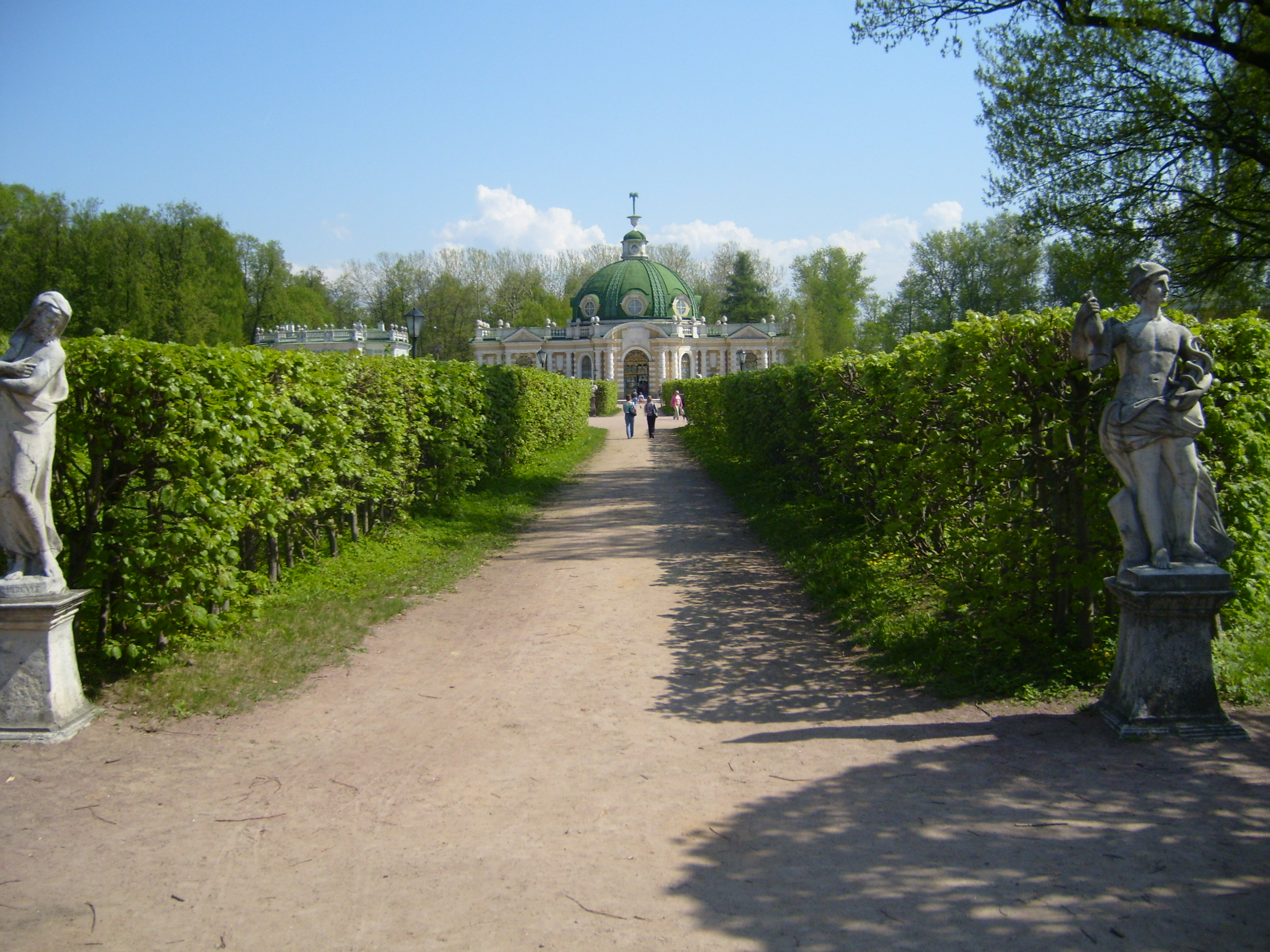
باغ سبک فرانسوی و غار در کوسکوو

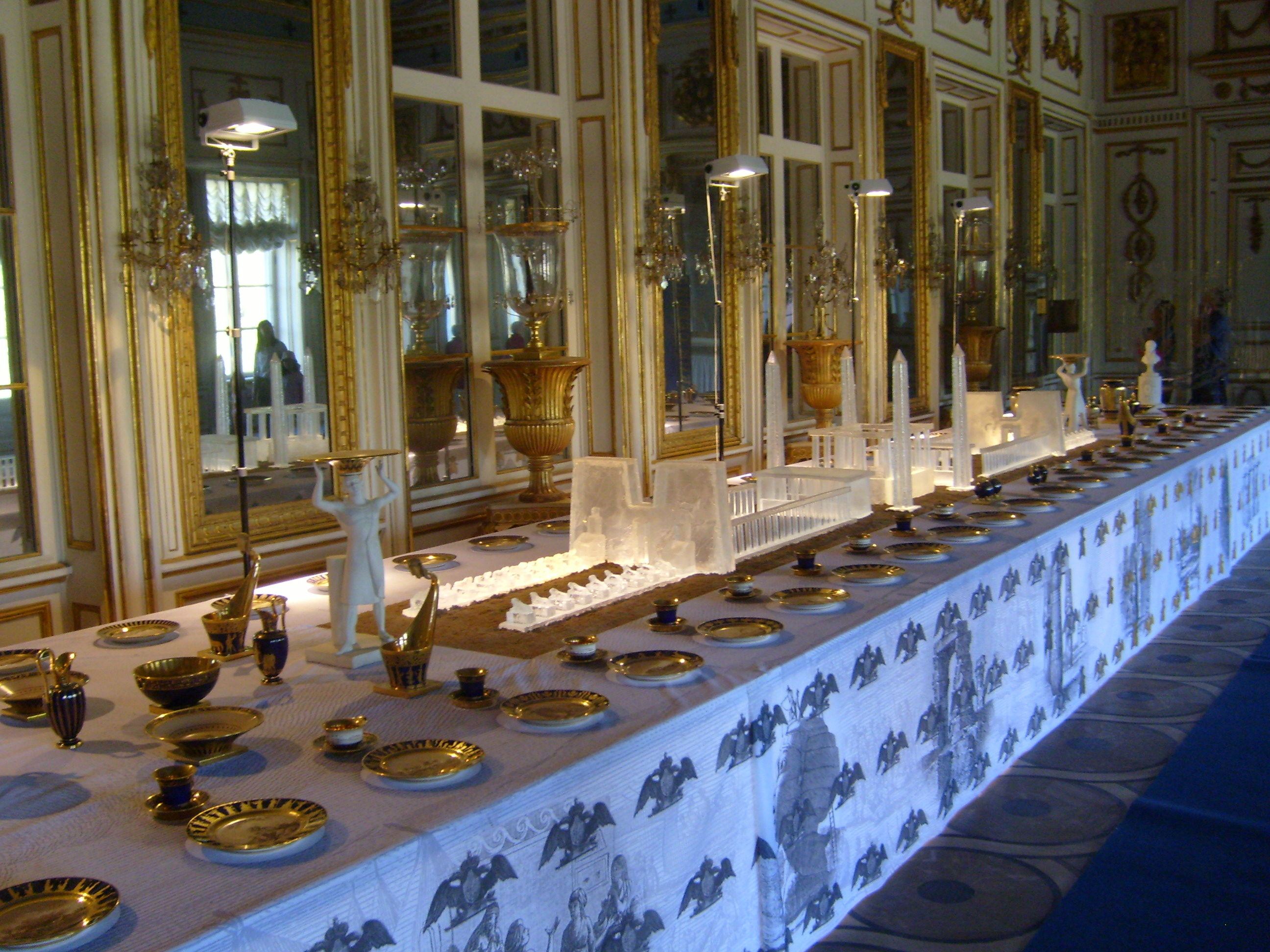
سرویس چینی سور که توسط ناپلئون در سال ۱۸۰۷ به تزار الکساندر اول اهدا شد، در تالار رقص به نمایش گذاشته شده است.

کوسکوو (روسی: Куско́во) خانه و ملک تابستانی خانواده شرمتیف بود. این بنا که در اواسط قرن هجدهم ساخته شد، در ابتدا چندین مایل در شرق مسکو واقع شده بود، اما اکنون بخشی از منطقه شرقی شهر است. این بنا یکی از اولین املاک بزرگ تابستانی اشراف روس و یکی از معدود املاک نزدیک مسکو بود که هنوز حفظ شده است. امروزه این ملک محل موزه سرامیک دولتی روسیه است و این پارک مکان تفریحی مورد علاقه اهالی مسکو است.

## تاریخچه
در قرن هفدهم، کوشکوو به مالکیت بوریس پتروویچ شرمتیف (۱۶۵۲–۱۷۱۹)، یک فیلد مارشال روسی در زمان تزار پتر کبیر، درآمد که ارتش روسیه را در پیروزی بر سوئدی‌ها در نبرد پولتاوا (۱۷۰۷) در جنگ بزرگ شمالی رهبری کرد. در آن مکان، پیش از این یک کلیسای چوبی، یک خانه و چندین برکه وجود داشت.
این کاخ توسط پسرش پتر بوریسوویچ شرمتف (۱۷۱۳–۱۷۸۸) ساخته شد. کنت شرمتف یکی از ثروتمندترین مردان روسیه، نزدیک به دربار و حامی هنر بود. او تقریباً همزمان با ساخت کاخ شهری در سواحل رودخانه فونتانکا در سن پترزبورگ، کوشکوو را نیز ساخت. وقتی تصمیم به ساخت کاخی در کوشکوو گرفت، دستور داد که این کاخ از املاک سایر اشراف بزرگتر و زیباتر و با هر اقامتگاه تزارها برابری کند. از آنجایی که این کاخ کمتر از یک روز با مرکز مسکو فاصله داشت، نه برای پذیرایی از مهمانان شبانه طراحی شده بود و نه برای کشاورزی یا هر هدف عملی دیگری، بلکه صرفاً به عنوان مکانی برای سرگرمی، مراسم و جشن‌ها.
خانه هلندی بین سال‌های ۱۷۴۹ تا ۱۷۵۱ توسط معمار یی کولوگریفوف ساخته شد، که سپس برکه را به دریاچه‌ای بزرگ تبدیل کرد و پارک و کانال‌ها را طراحی نمود. پس از مرگ کولوگریفوف در سال ۱۷۵۴، ساخت کاخ توسط معمار جوان فیودور اول آرگونوف آغاز شد، که غار و کوشک کنار کانال در قسمت شرقی پارک را طراحی کرده بود. هنگامی که فیودور آرگونوف مشغول ساخت خانه شرمتیف در فونتانکا در سن پترزبورگ شد، وظیفه طراحی کاخ به معمار مشهور مسکو، کارل بلانک، واگذار شد.
بیست و شش اتاق کاخ برای پذیرایی و تحت تأثیر قرار دادن مهمانان در مناسبت‌های دولتی طراحی شده بودند. کنت شرمتف به سبکی باشکوه از مهمانان پذیرایی می‌کرد؛ سرگرمی‌های فضای باز او در پارک، بیست و پنج هزار مهمان را به خود جذب می‌کرد. از جمله سرگرمی‌ها می‌توان به تئاتر و ارکستر معروف او با بازیگران رعیت اشاره کرد. این ملک در سال ۱۷۷۵ توسط ملکه کاترین دوم مورد بازدید قرار گرفت؛ یک هرم سنگی در پارک، این رویداد را نشان می‌دهد.
در پایان قرن هجدهم، این ملک رو به زوال رفت. در طول حمله فرانسه در سال ۱۸۱۲ به شدت آسیب دید. در دهه ۱۸۳۰، تئاتر سرف تخریب شد. پس از لغو نظام سرف‌داری در سال ۱۸۶۱، قطعات زمین تقسیم و اجاره داده شد.
پس از انقلاب ۱۹۱۷، این ملک ملی شد. در سال ۱۹۱۹، این کاخ به یک موزه کوچک تاریخ طبیعی تبدیل شد. ده سال بعد، این مکان به محل موزه دولتی ظروف چینی تبدیل شد که در سال‌های ۱۹۱۸ تا ۱۹۲۰ در خیابان پودوسنسکی در مسکو تأسیس شده بود. این موزه محل نگهداری مجموعه‌های ملی‌شده مجموعه‌داران هنری روسی، آ. موروزوف، ل. زوبالوف و بوتکین، بود. در سال ۱۹۳۲، به موزه دولتی سرامیک تغییر نام داد.

## کاخ کوسکوو
این کاخ به سبک نئوکلاسیک جدید طراحی شده بود، سبکی که در آن زمان برای ساختمان‌های دولتی در سن پترزبورگ و مسکو محبوب شده بود. نمای بیرونی آن از تخته‌های چوبی ساخته شده بود که گچ‌کاری و با رنگ‌های پاستلی ملایم رنگ‌آمیزی شده بودند. کاخ مشرف به حیاطی مجلل بود که از کاخ، کلیسا و دریاچه بزرگ تشکیل شده بود. رواق شش ستونی در جلوی خانه با یک سطح شیب‌دار طراحی شده بود تا کالسکه‌هایی با حداکثر هشت اسب بتوانند مستقیماً به درب ورودی بیایند. وقتی کالسکه می‌رسید، خدمتکاران از درب ورودی بیرون می‌آمدند و اسب‌ها را نگه می‌داشتند تا مهمانان پیاده شوند.

## پارک کوسکوو
پارک کوسکوو بین سال‌های ۱۷۵۰ تا ۱۷۸۰ به عنوان یک باغ رسمی به سبک فرانسوی ساخته شد، با باغچه‌های بزرگ زینتی از گل‌ها، پرچین‌های با دقت هرس شده، و کوچه‌هایی که با زاویه قائمه یا مورب به هم می‌رسیدند و با مجسمه‌ها تزئین شده بودند، و با ردیف‌هایی از درختان که به شکل کره بریده شده بودند، گلدان‌های بزرگ، درختان پرتقال یا درختان مورد که به شکل مخروط بریده شده بودند، مفروش شده بودند. هشت کوچه پارک در یک نقطه واحد به هم می‌رسند، جایی که اکنون غرفه دایره‌ای ارمیتاژ (۱۷۶۴–۷۷) قرار دارد. کنت شرمتف بیشتر وقت خود را در ارمیتاژ می‌گذراند و فقط برای مناسبت‌ها و تعطیلات رسمی به کاخ می‌آمد.

## غار
این غار بین سال‌های ۱۷۵۵ تا ۱۷۶۱ توسط معمار اف. آرگونوف ساخته شد و قرار بود نمایانگر کاخ پادشاه دریاها باشد.

## خانه هلندی
یک خانه آجری سنتی هلندی در دهه ۱۷۵۰ میلادی روی برکه‌ای کوچک در نزدیکی کاخ ساخته شد. این خانه دارای آشپزخانه‌ای در طبقه همکف است که از کف تا سقف با کاشی‌های دلفت تزئین شده است.

## اورنجری
نارنجستان (۱۷۶۱–۱۷۶۴) توسط ف. آرگونوف طراحی شد.
در سال ۱۹۱۹ این کاخ ملی شد و بیست سال بعد به عنوان موزه دولتی سرامیک اعلام شد.

## موزه دولتی سرامیک
موزه اورنجری شامل مجموعه‌هایی از ظروف چینی نفیس است که توسط بازرگانان روسی و ملکه ماریا فدوروونا قبل از انقلاب روسیه جمع‌آوری شده است. بخش‌های اصلی عبارتند از:
- چینی آلمانی قرن‌های ۱۸ و ۱۹، به‌ویژه از کارخانه‌های چینی سلطنتی در مایسن
- چینی انگلیسی از چلسی و جوزیا وجوود.
- چینی فرانسوی مربوط به قرن هجدهم از کارخانه سلطنتی سور. یکی از آثار برجسته این مجموعه، سرویس مصری است که در سال ۱۷۹۸ به سفارش ناپلئون بناپارت برای بزرگداشت لشکرکشی او به مصر ساخته شد و در کنفرانس تیلسیت در سال ۱۸۰۷ توسط ناپلئون به تزار الکساندر اول اهدا شد.
- چینی دانمارکی مربوط به قرن ۱۸ و ۱۹ میلادی.
- ظروف چینی روسی و شوروی مربوط به قرن‌های ۱۸، ۱۹ و ۲۰. مجموعه ظروف چینی با مضامین انقلابی از اوایل دوره شوروی به ویژه قابل توجه است.

## نگارخانه

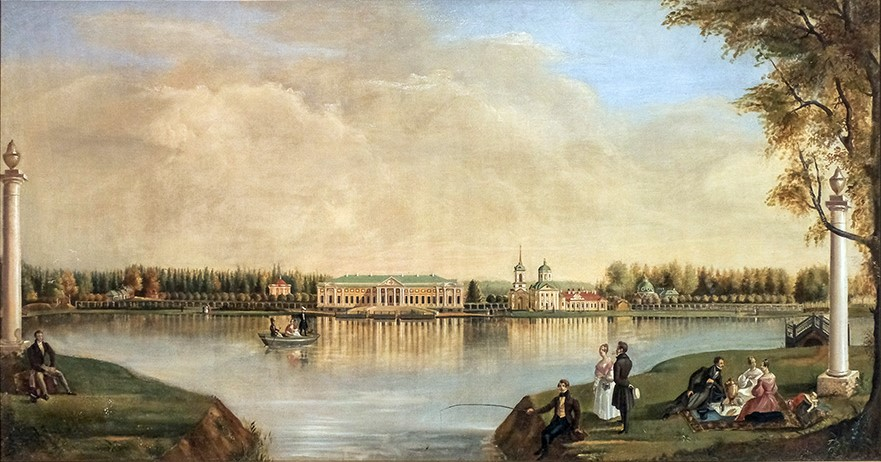
نمای کوسکوو در سال ۱۸۳۹
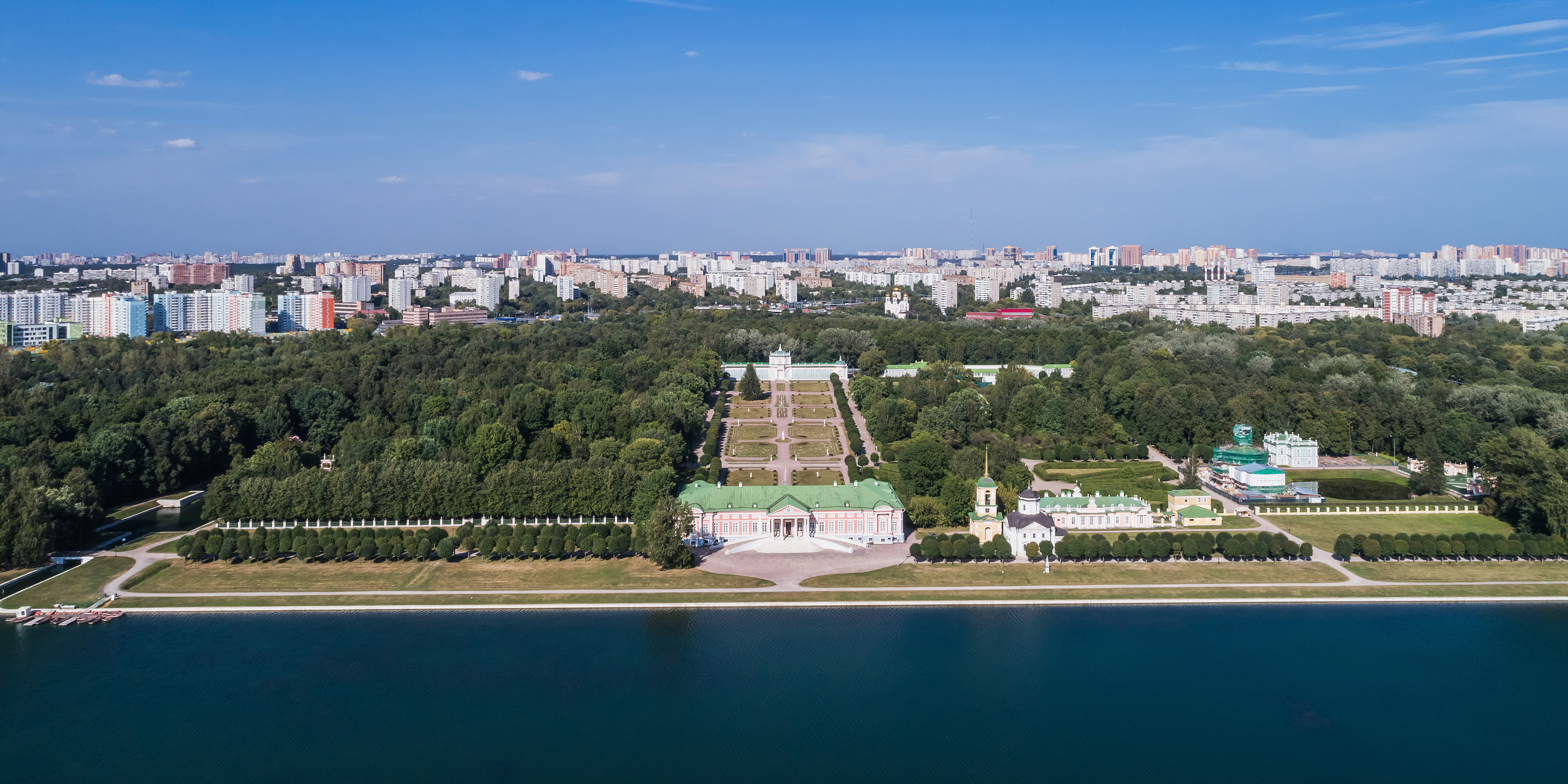
نمای کلی
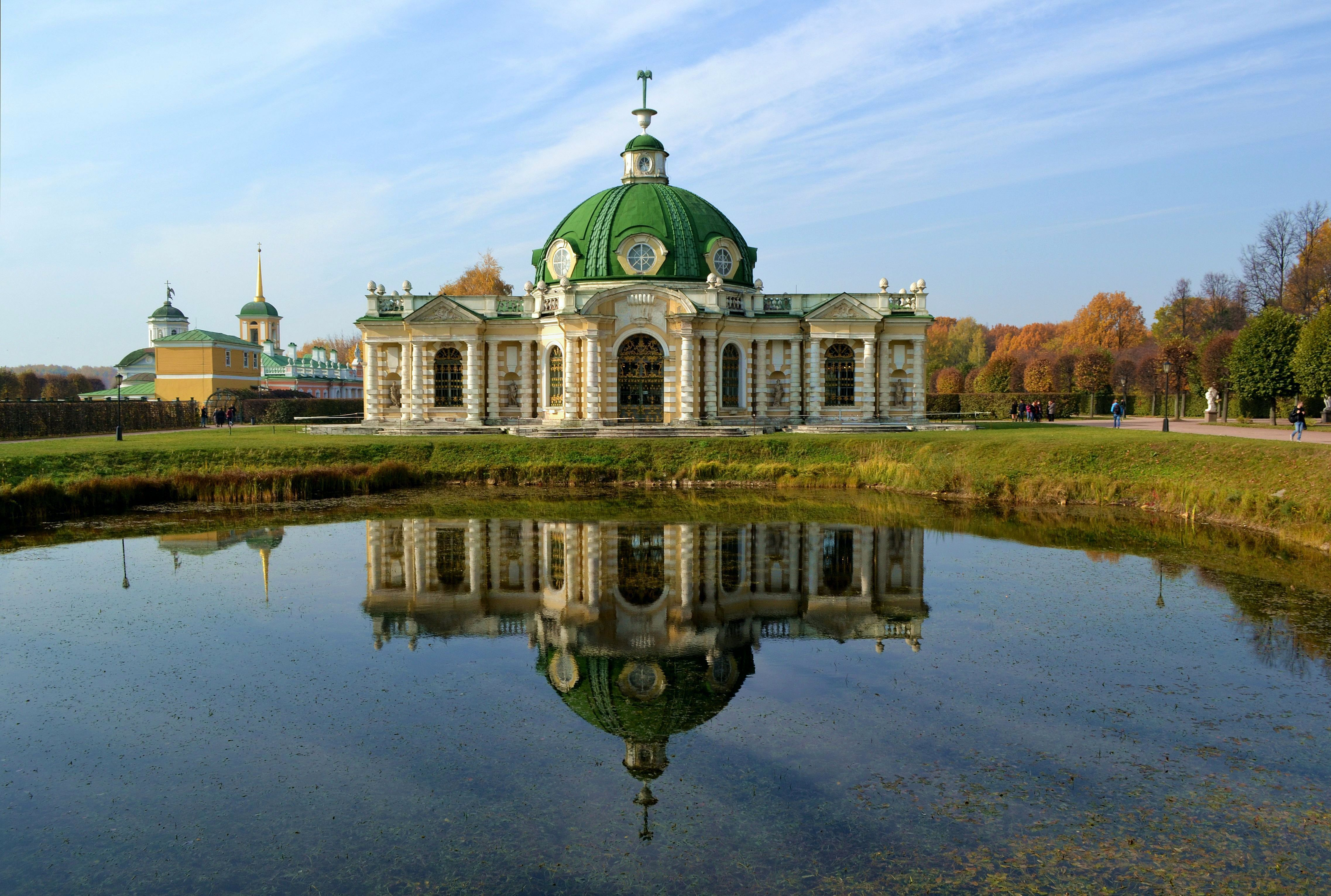
گروتو
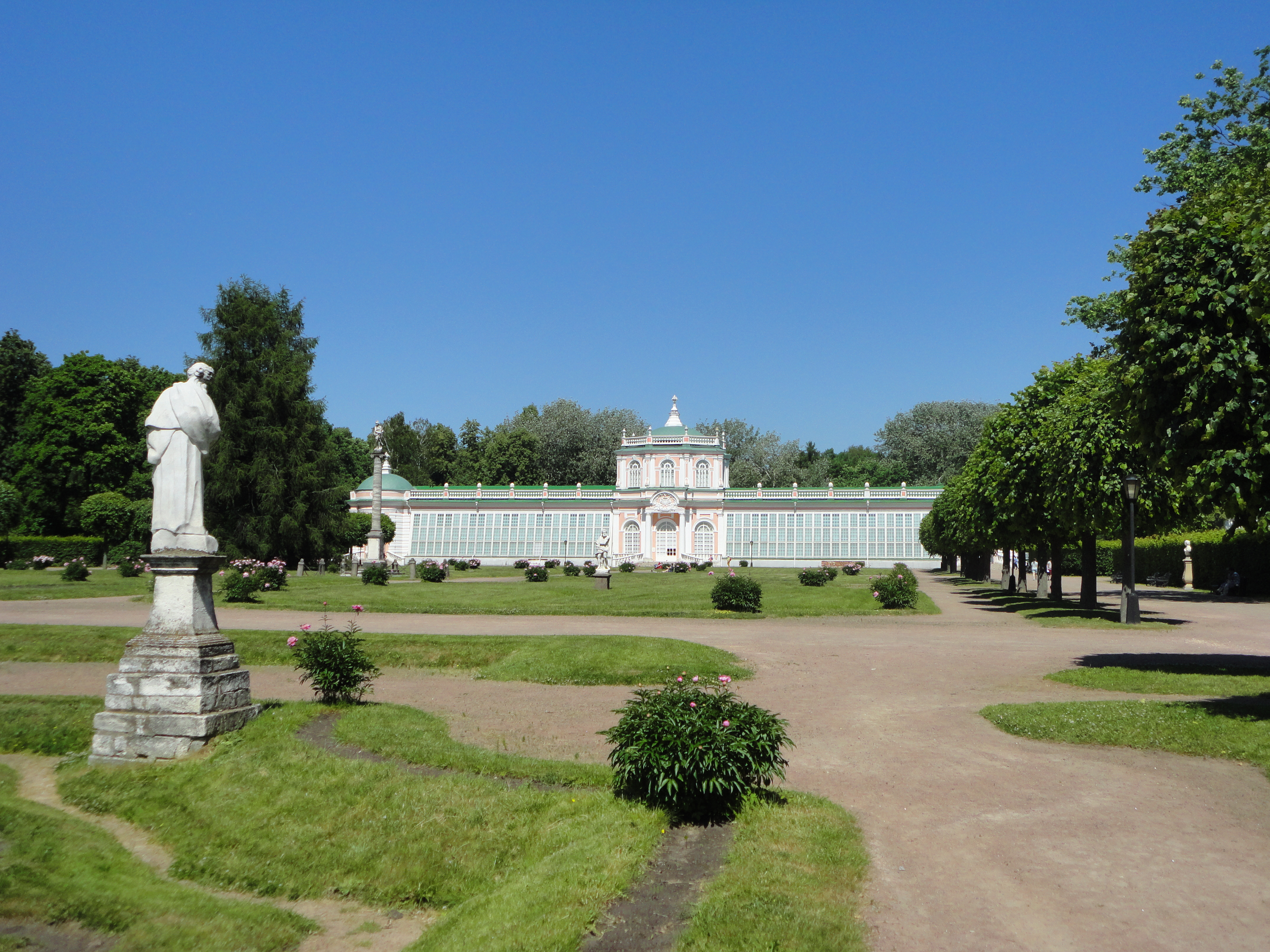
نمایی از اورنجری
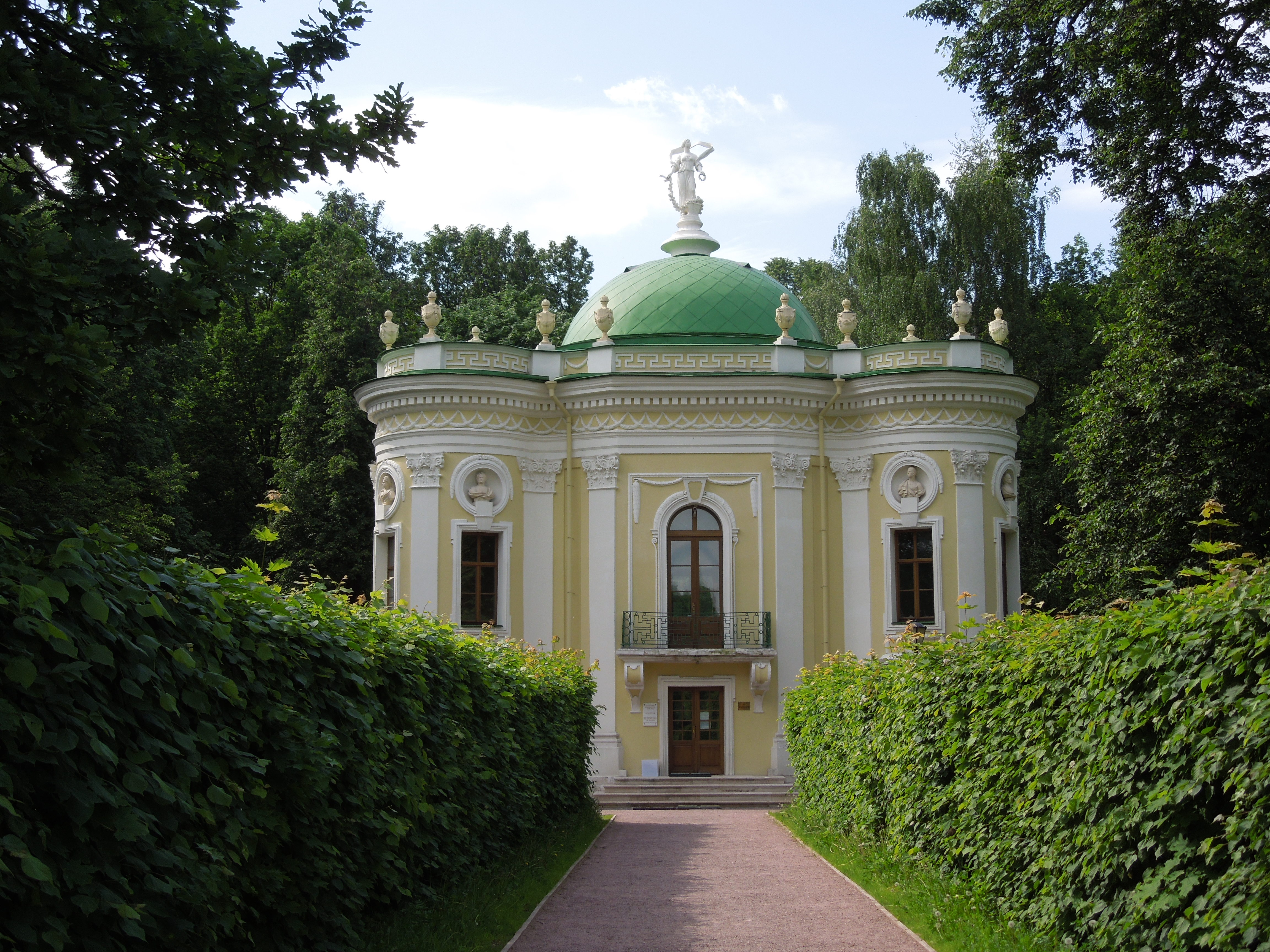
ارمیتاژ
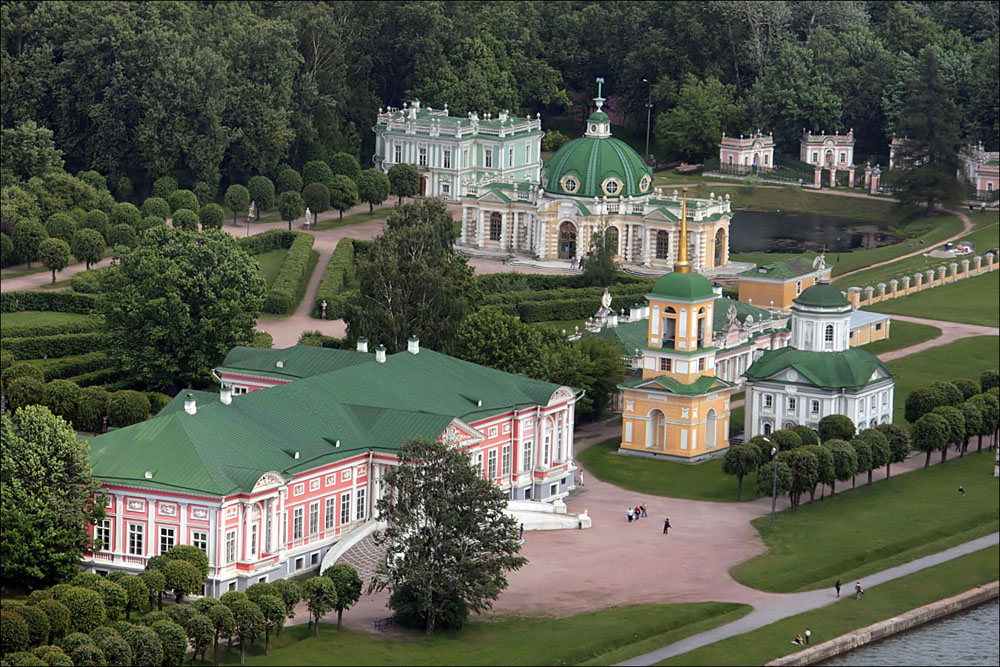
نمای هوایی کوسکووو در سال ۲۰۰۸
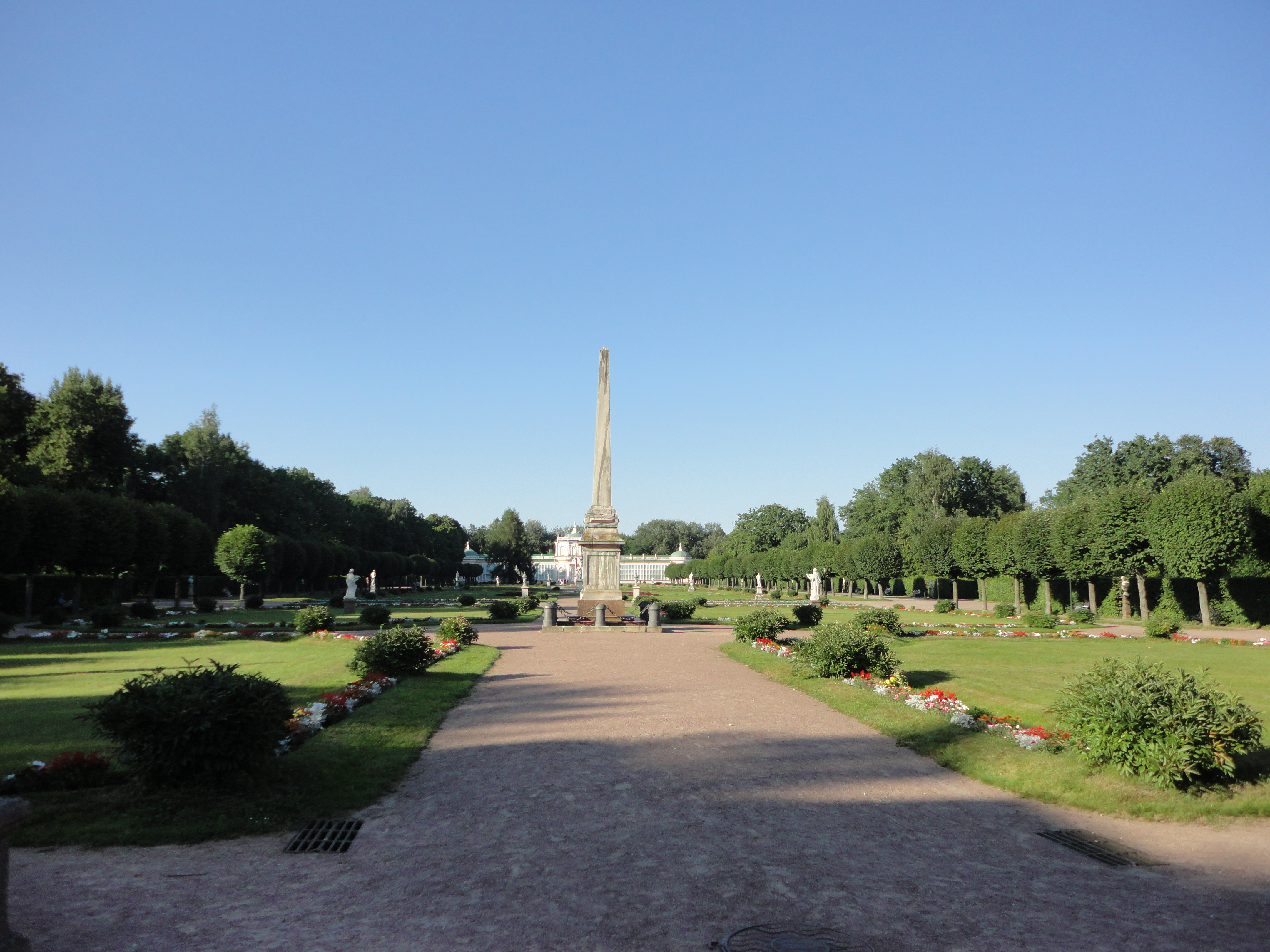
پارک
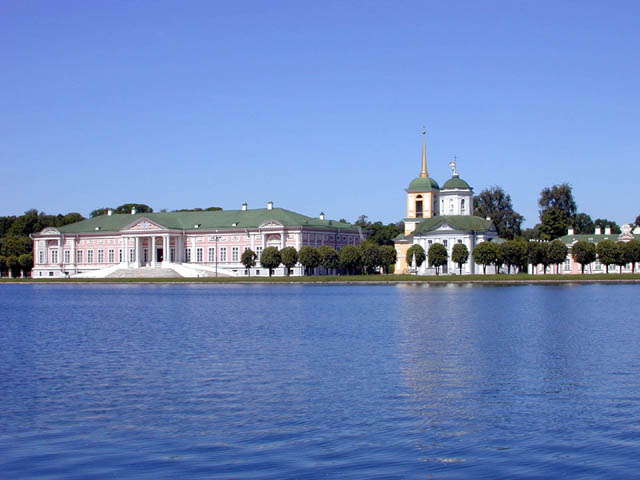
نمای کوسکوو در سال ۱۹۹۹
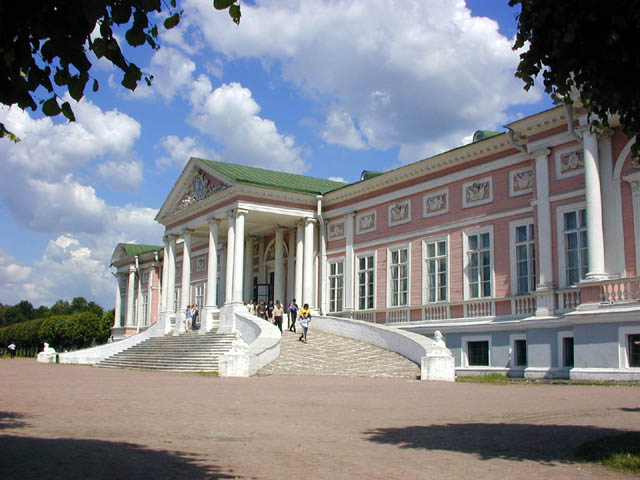
کاخ شرمتف در کوسکوو.
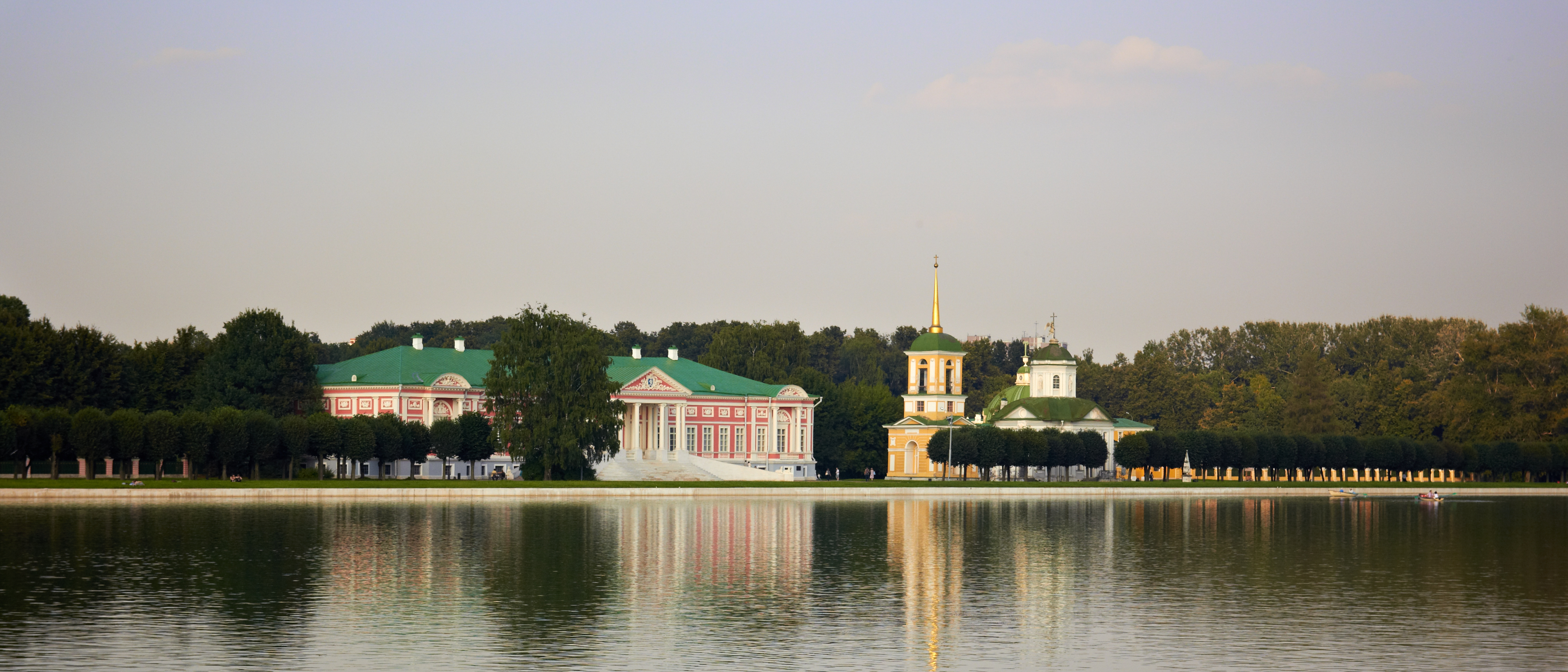
نمای کوسکوو

## کتابشناسی
- النا اریتسیان، راهنمای موزه دولتی سرامیک و املاک کوشکوو مربوط به قرن هجدهم، ۱۹۹۶.
- بوریس برادسکی، "Artistiques Les Trésors de Moscou", Izibrazitelnoye Iskustvo، ۱۹۹۱.
- AL Batalov, EI Kirichenko, MM Posokhin, AV Kuzmin, EG Schoboleva, Pamyatniki Architecturi Moskviy, Okrestnosti Staroy Moskviy، مسکو، Iskusstvo-XXI Vek، ۲۲۰۷.